# Братство 3: Юные демоны
«Братство 3: Юные демоны» (англ. The Brotherhood 3) — американский фильм ужасов, снятый в 2002 году режиссёром Дэвидом Де Кото.

## Сюжет
Группа старшеклассников, любителей ролевых игр, решили, что пришло время сделать свои игры интересней. Они вламываются в школу, используя её коридоры в качестве лабиринта. Они используют магические заклинания, чтобы отбиваться друг от друга. Вот только они не подозревают, что заклинания настоящие, и вскоре могущественный демон начинает преследовать ребят и убивать один за другим.

## В ролях
- Кристофер Тёрнер — Лекс
- Пол Андрих — Рэмси
- Эллен Вайзер — Меган
- Джули Педерсон — Виктория
- Эндрю Гнаковский — Кип
- Лэндон Маккормик — Роджер
- Дэвид Джонсон — Стэн
- Мэттью Эпп — Майк
- Карл Сайссен — Тони

## Интересные факты
- Съёмки картины проходили в городе Виннипег, провинции Манитоба в Канаде.